# Pierre Marie Barthélemy Ferino
Pierre Marie Barthélemy, comte Ferino, né le 23 août 1747 à Craveggia, mort le 28 juin 1816 à Paris, est un général et homme politique d'origine piémontaise, naturalisé français, des XVIIIe et XIXe siècles.

## Biographie

### Premières armes
Né dans la vallée de Vigezzo, Pierre Marie Barthélemy Ferino était fils d'un sous-officier du régiment autrichien de Bender, Bonsardie Ferino. Il servit très jeune dans ce corps et fit la guerre de Sept Ans : entré au service en 1768, il obtint en 1779 le brevet de capitaine.
Dix ans plus tard, une injustice commise envers lui par le gouvernement autrichien, et l'explosion de la Révolution française dont il partageait les principes, le détermina à venir en France. Il avait alors 42 ans.

### La Révolution
Le 1er août 1792 il fut nommé lieutenant-colonel de la ci-devant légion de Biron, qui prit le nom de chasseurs du Rhin (puis 26e léger), et partit avec son régiment le 13 décembre 1792 pour l'armée du général Custine.
Lorsque, après la victoire de Jemmapes, les Français eurent pénétré en Belgique, Férino fut chargé de présider dans la cathédrale de Mons l'assemblée qui vota la réunion de la Belgique à la France.
Général de brigade à la fin du mois de décembre 1792, Ferino est nommé général de division le 23 août 1793. Savary, depuis duc de Rovigo, qui était son aide de camp, rapporte dans ses Mémoires que Ferino fut alors destitué parce qu'il « faisait observer la discipline trop rigoureusement par les troupes qui étaient sous ses ordres » : étrange cause de destitution pour un général ! aussi se vit-il bientôt réintégré dans ses fonctions.
En l'an IV, Ferino fut employé à l'armée de Rhin-et-Moselle commandée par Moreau. Le 20 thermidor an IV, la division Férino, forte de 23 bataillons et de 17 escadrons, qui formaient le tiers de l'armée, après avoir traversé les montagnes de la Forêt-Noire, s'était emparée de Lindau et de Brégence sur le lac de Constance, et s'était avancée par Stockach, avec 16 bataillons et 14 escadrons, sur Memmingen.
À Brégence, on prit 5 mortiers, 4 couleuvrines, 22 pièces de canon et 40 000 sacs d'avoine, d'orge et de farine. Ce fut dans cette journée que Férino eut, avec le corps de Condé, une affaire extrêmement vive ; on se battit avec acharnement, mais les bonnes dispositions faites par Férino donnèrent la victoire aux Républicains. Durant la retraite de Bavière, après être resté seul avec sa division pendant quarante-huit jours, il rejoignit le corps de l'armée sans avoir perdu un seul de ses canons, et emmenant avec lui des prisonniers.
De retour en France après cette campagne, Férino reçut l'ordre du général Hoche de marcher sur Paris avec ses troupes, afin de favoriser les projets du Directoire. Férino opposa un ordre du ministre de la guerre. Ce trait lui fit honneur; il voulait bien combattre les ennemis de la patrie, mais non se faire un instrument de discorde et de guerre civile.
Le 9 ventôse an VIII, il commandait la première division de l'armée de Mayence aux ordres du général Jourdan. En germinal, la division Férino se porta sur Neustadt, et se plaça de manière à interdire à l'ennemi l'entrée de la vallée de ce nom ; mais le 14, les Autrichiens ayant attaqué avec avantage, Férino opéra sa retraite avec ordre sur Fribourg et Neuf-Brisach.

### Sous le Consulat et l'Empire
Napoléon Bonaparte donna à Férino, immédiatement après le coup d'État du 18 brumaire, le commandement de la 8e division militaire. Il purgea le département de l'Ardèche des brigands dont il était infesté, service qui lui valut de la part de Berthier, ministre de la guerre, les éloges les plus flatteurs.
Nommé membre et grand officier de la Légion d'honneur les 19 frimaire et 25 prairial an XII, il devint membre du Sénat conservateur le 16 pluviôse an XIII. Napoléon lui donna la sénatorerie de Florence, puis le nomma gouverneur de la ville d'Anvers et le fit comte de l'Empire en 1808.
En 1813, il fut chargé de l'organisation des gardes nationales de la Hollande.

### Sous la Restauration
Il adhéra en 1814 aux actes du Sénat qui demandèrent la destitution de Napoléon.
Maintenu par Louis XVIII dans tous ses honneurs et ses grades, Férino reçut en outre la croix de Saint-Louis.
Dans une audience qu'il obtint du roi le 17 juin 1814, il eut avec ce monarque une conversation qui mérite de devenir historique : 
« Je vois avec grand plaisir, lui dit le roi, un aussi bon général, un homme aussi recommandable, quoique vous ayez refusé de me servir dans une conjoncture importante, et que vous ayez même désobéi à votre général en chef. »
Férino témoignant toute la surprise que lui causait un pareil reproche, le roi s'empressa d'ajouter:
«Vous rappelez-vous, général, l'ordre qui vous fut donné à ***, par M***, aide-de-camp de Moreau, de faire faire à votre division un mouvement en avant des Autrichiens? vous refusâtes de l'exécuter.
— Oui, Sire ; mais cet ordre m'était donné de vive voix et me paraissait d'ailleurs tout à fait contraire aux premières règles de l'art militaire. Je répondis à l'aide-de-camp que je n'effectuerais pas le mouvement à moins d'un ordre formel de la main même de Moreau.
— Son aide-de-camp revint auprès de vous, reprit Louis XVIII, avec l'injonction formelle de prendre les positions prescrites, et vous refusâtes d'obéir.
— Cela est vrai, Sire, et j'admire à quel point Votre Majesté connaît et se rappelle les détails aussi particuliers ; mais le général Moreau ne voulut jamais donner cet ordre par écrit, et dans la position qu'il m'était enjoint de prendre, le sort de la division,que je commandais était compromis à tel point que je regardai comme un devoir de ne pas obtempérer ; car un général qui eût été d'accord avec les Autrichiens pour nous faire battre, ne m'eût pas prescrit d'autres mesures.
— Vous avez deviné, dit Louis XVIII, j'étais d'accord avec Moreau; il était à moi depuis l'an IV. »

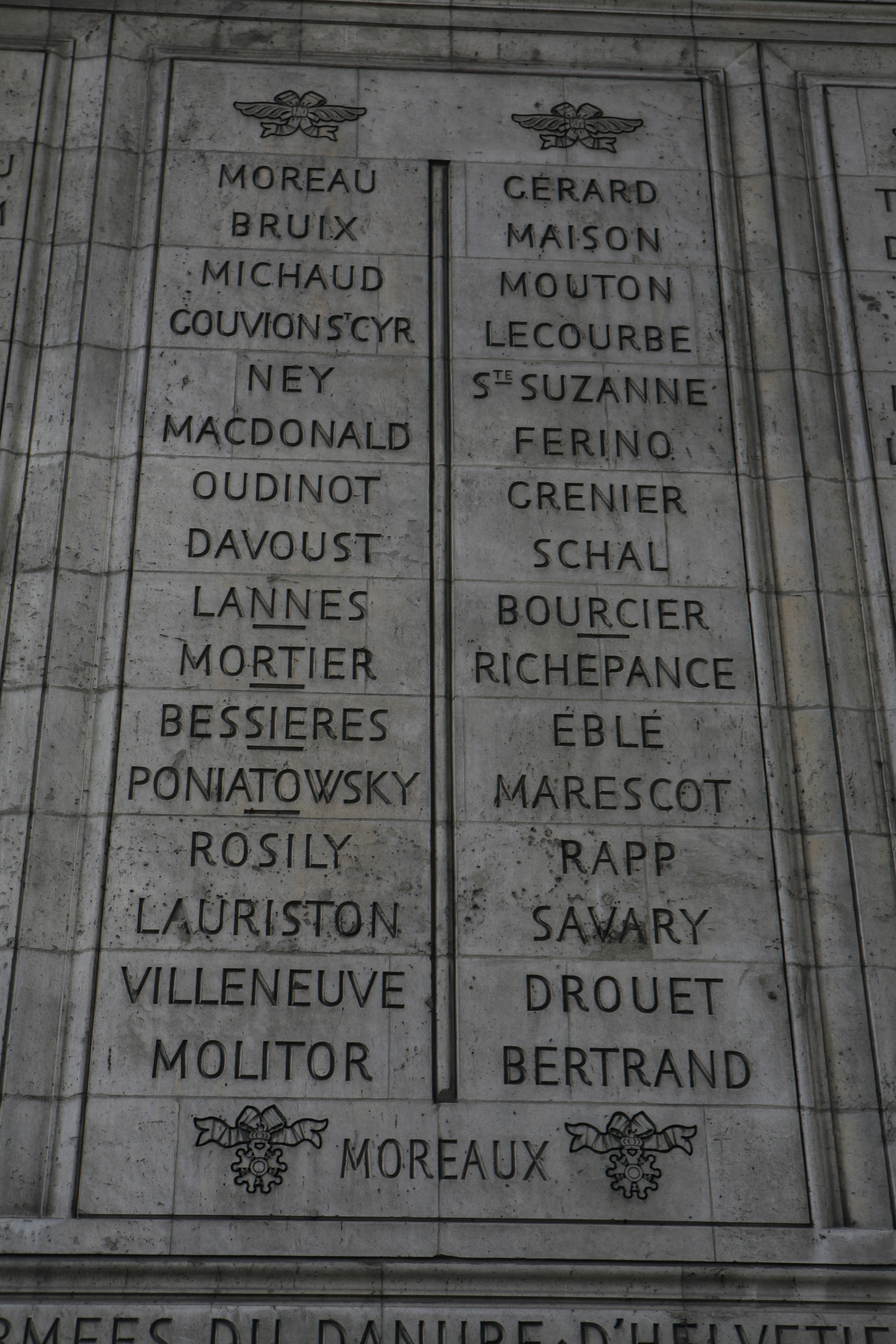
Noms gravés sous l'arc de triomphe de l'Étoile : pilier Est, 13e et 14e colonnes.

Férino mourut à Paris le 28 juin 1816. Son nom est gravé sur l'arc de triomphe de l'Étoile, côté Est.

## Titres
- Comte Ferino et de l'Empire (lettres patentes du 1er juin 1808, Bayonne).

## Distinctions
- Légion d'honneur[3] :
  - Légionnaire (19 frimaire an XII : 11 décembre 1803), puis,
  - Grand officier de la Légion d'honneur (25 prairial an XII : 14 juin 1804).

## Armoiries
| Figure | Blasonnement |
|        | Armes du comte Ferino et de l'Empire Parti de gueules et de sable ; le gueules chargé d'un dextrochère armé et gantelé, mouvant d'une nuée au flanc dextre, le tout d'argent, portant une lance antique d'or ; quartier des comtes-sénateurs ; le sable chargé d'une cuisse de griffon d'or en pal. - Livrées : rouge, noir, jaune et blanc. |

## Source
: document utilisé comme source pour la rédaction de cet article.
- « Pierre Marie Barthélemy Ferino », dans Charles Mullié, Biographie des célébrités militaires des armées de terre et de mer de 1789 à 1850, 1852 [détail de l’édition]

Pour approfondir
- Du Rozoir, « Ferino (Pierre-Marie-Barthélemy, comte) », dans A. Lievyns, Jean Maurice Verdot, Pierre Bégat, Fastes de la Légion d'honneur, biographie de tous les décorés accompagnée de l'histoire législative et réglementaire de l'ordre, vol. III, 1844 [détail de l’édition] (BNF 37273876, lire en ligne), p. 213 lire en ligne ;
- « Ferino (Pierre-Marie-Barthélemy, comte) », dans Adolphe Robert et Gaston Cougny, Dictionnaire des parlementaires français, Edgar Bourloton, 1889-1891 [détail de l’édition]